# バングラデシュの都市の一覧

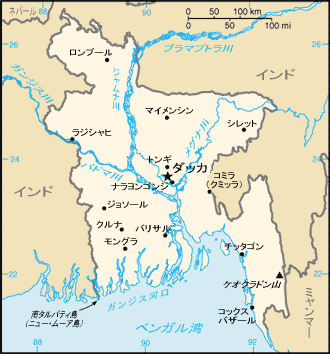
バングラデシュの地図

バングラデシュの都市の一覧。

## 人口20万人以上の都市(2011年)
| 順位 | 都市           | 人口      | 管区             | 県               | 備考 |
| ---- | -------------- | --------- | ---------------- | ---------------- | ---- |
| 1    | ダッカ         | 6,970,105 | ダッカ管区       | ダッカ県         | 首都 |
| 2    | チッタゴン     | 2,592,439 | チッタゴン管区   | チッタゴン県     |      |
| 3    | クルナ         | 663,342   | クルナ管区       | クルナ県         |      |
| 4    | ナラヤンガンジ | 543,090   | ダッカ管区       | ナラヤンガンジ県 |      |
| 5    | シレット       | 479,837   | シレット管区     | シレット県       |      |
| 6    | トンギ         | 476,350   | ダッカ管区       | ガジプル県       |      |
| 7    | ラジシャヒ     | 449,756   | ラジシャヒ管区   | ラジシャヒ県     |      |
| 8    | ボグラ         | 350,397   | ラジシャヒ管区   | ボグラ県         |      |
| 9    | バリサル       | 328,278   | バリサル管区     | バリサル県       |      |
| 10   | クミッラ       | 326,386   | チッタゴン管区   | クミッラ県       |      |
| 11   | ロンプール     | 294,265   | ロンプール管区   | ロンプール県     |      |
| 12   | マイメンシン   | 258,040   | マイメンシン管区 | マイメンシン県   |      |
| 13   | ガジプル       | 213,061   | ダッカ管区       | ガジプル県       |      |
| 14   | ジョソール     | 201,796   | クルナ管区       | ジョソール県     |      |

## その他の都市
- バイラブ（en:Bhairab）
- ブラモンバリア（en:Brahmanbaria）、ブラフモンバリア
- チャンドプル（en:Chandpur）
- コックスバザール (Cox's Bazar)
- ディナジプル（en:Dinajpur）
- ファリドプル（en:Faridpur）
- フェニ（en:Feni, Bangladesh）
- ジャマルプル（en:Jamalpur）
- ジェッソール（en:Jessore）、ジョソール
- ジェナイダ（en:Jhenaidah）
- （en:Kadamrasul）
- クスティア（en:Kushtia）
- （en:Madhabdi）
- ナオガウン（en:Naogaon）
- ナワブガンジ（en:Nawabganj）
- パブナ（en:Pabna）
- モングラ（en:Port of Mongla）
- ポンチョゴル（en:Panchagarh 、ポンチョゴル
- サイドプル（en:Saidpur, Rangpur Division）
- サトキラ（en:Satkhira）
- シャバール（en:Savar）
- シラージガンジ（en:Sirajganj）
- タンガイル（en:Tangail）
- トゥンギ（en:Tongi）、トンギ
- デビゴンジュ (en:Debiganj ) 、デビゴンジュ